# 矢口渡站
矢口渡站（日语：／ Yaguchinowatashi eki */?）是一個位於東京都大田區多摩川一丁目，屬於東急電鐵東急多摩川線的鐵路車站。車站編號是TM06。

## 年表
- 1923年（大正12年）11月1日 - 目黑蒲田鐵道矢口站啟用[1]。
- 1930年（昭和5年）5月21日 - 車站改稱矢口渡站[1]。
- 2000年（平成12年）8月6日 - 目蒲線分割成目黑線及多摩川線，車站改屬多摩川線之一部份。

## 構造
本站為相對式月台2面2線地面車站。上下線皆有獨立站房與剪票口，兩月台站內不連通。廁所設於2號線多摩川方向月台。
| 月台 | 路線         | 方向 | 目的地             |
| ---- | ------------ | ---- | ------------------ |
| 1    | 東急多摩川線 | 下行 | 蒲田方向           |
| 2    | 東急多摩川線 | 上行 | 下丸子、多摩川方向 |

（來源：東急電鐵:車站構內圖 （页面存档备份，存于））

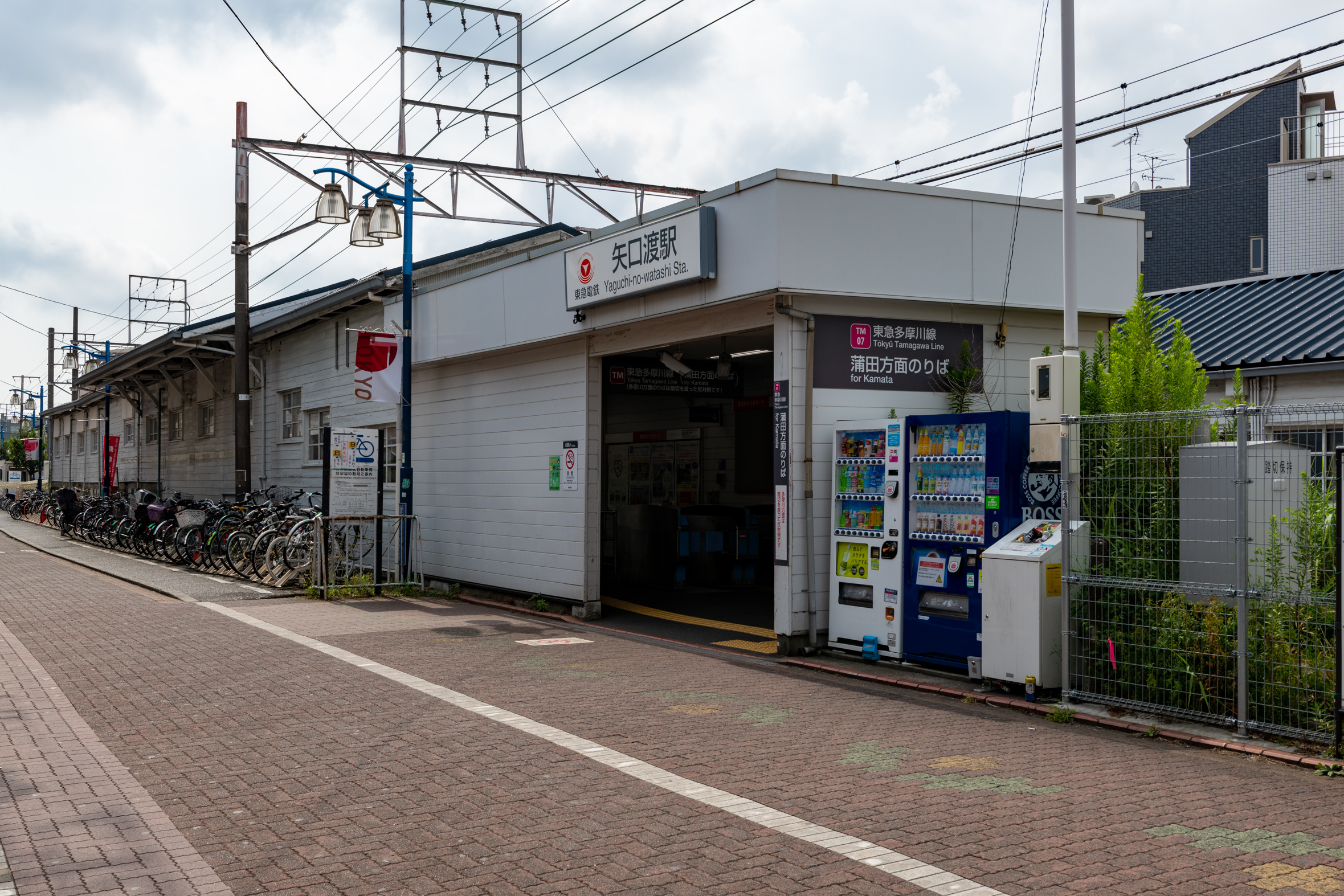
蒲田方向月台入口 （2021年8月29日）
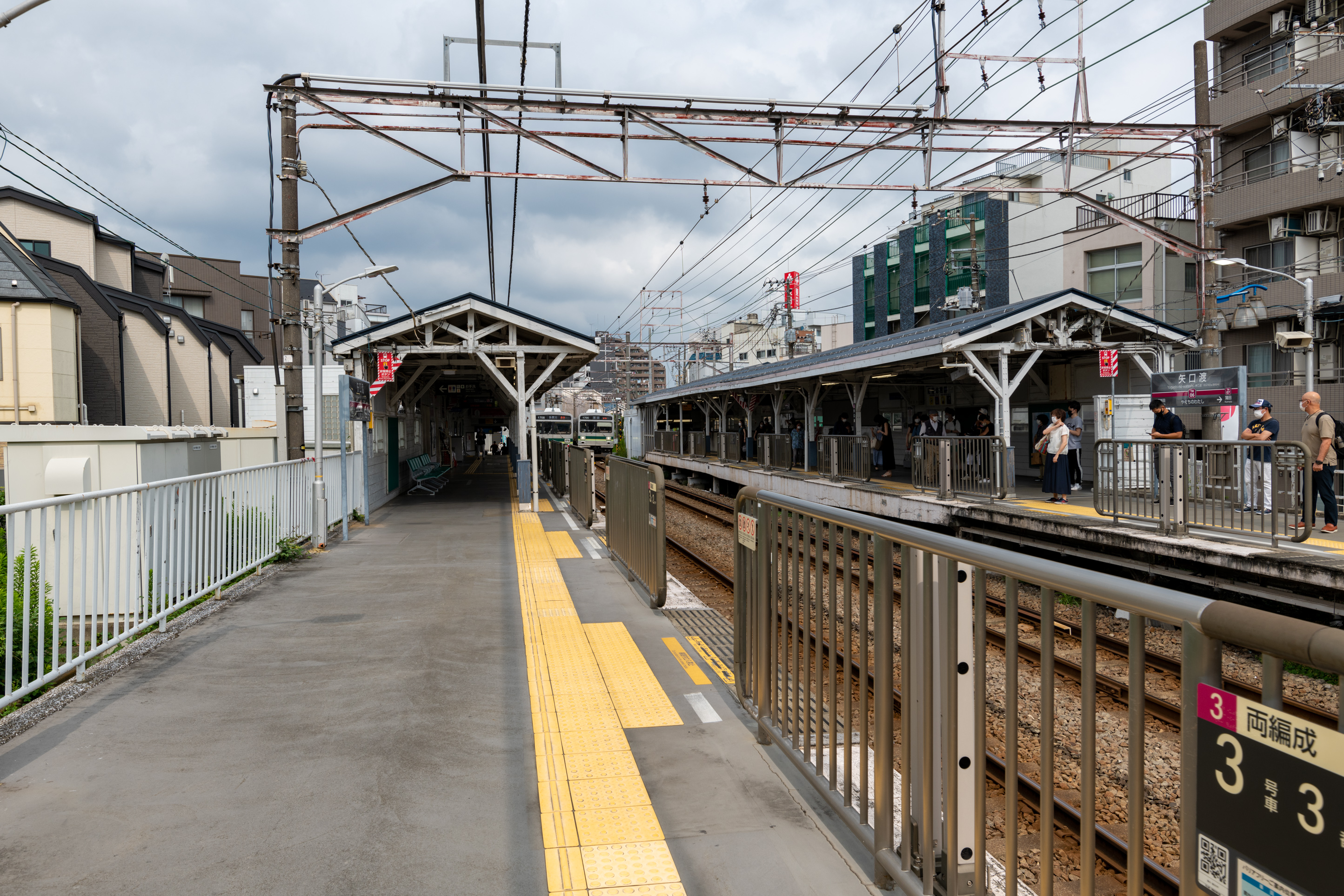
月台 （2021年8月29日）
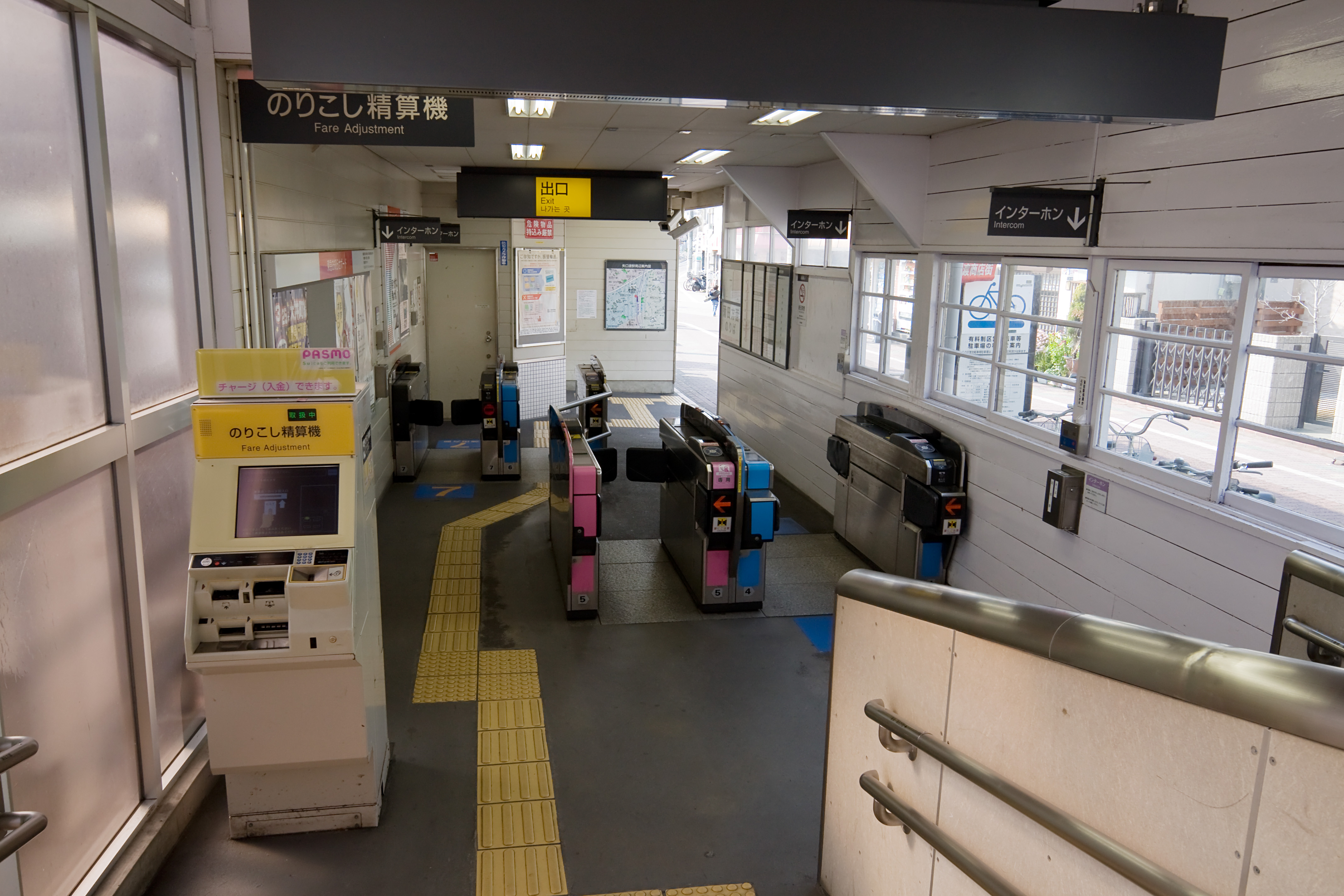
蒲田方向月台閘口 （2010年3月19日）

## 使用情況
2017年平均每天上下車人次有25,541人。
近年1日平均上下車人次、上車人次如下表。
| 年度               | 1日平均 上下車人次 | 1日平均 上車人次 | 來源     |
| ------------------ | ------------------ | ---------------- | -------- |
| 1990年（平成02年） |                    | 13,060           | [ * 1 ]  |
| 1991年（平成03年） |                    | 13,328           | [ * 2 ]  |
| 1992年（平成04年） |                    | 13,236           | [ * 3 ]  |
| 1993年（平成05年） |                    | 13,203           | [ * 4 ]  |
| 1994年（平成06年） |                    | 12,816           | [ * 5 ]  |
| 1995年（平成07年） |                    | 12,699           | [ * 6 ]  |
| 1996年（平成08年） |                    | 12,688           | [ * 7 ]  |
| 1997年（平成09年） |                    | 12,896           | [ * 8 ]  |
| 1998年（平成10年） |                    | 12,578           | [ * 9 ]  |
| 1999年（平成11年） |                    | 12,183           | [ * 10 ] |
| 2000年（平成12年） |                    | 11,995           | [ * 11 ] |
| 2001年（平成13年） |                    | 11,759           | [ * 12 ] |
| 2002年（平成14年） |                    | 11,493           | [ * 13 ] |
| 2003年（平成15年） | 22,452             | 11,344           | [ * 14 ] |
| 2004年（平成16年） | 22,904             | 11,603           | [ * 15 ] |
| 2005年（平成17年） | 22,522             | 11,424           | [ * 16 ] |
| 2006年（平成18年） | 22,412             | 11,367           | [ * 17 ] |
| 2007年（平成19年） | 22,758             | 11,571           | [ * 18 ] |
| 2008年（平成20年） | 22,849             | 11,616           | [ * 19 ] |
| 2009年（平成21年） | 22,756             | 11,556           | [ * 20 ] |
| 2010年（平成22年） | 22,836             |                  | [ * 21 ] |
| 2011年（平成23年） | 22,927             |                  | [ * 22 ] |
| 2012年（平成24年） | 23,318             |                  | [ * 23 ] |
| 2013年（平成25年） | 24,006             |                  | [ * 24 ] |
| 2014年（平成26年） | 23,683             |                  | [ * 25 ] |
| 2015年（平成27年） | 24,076             |                  | [ * 26 ] |
| 2016年（平成28年） | 24,549             | 12,471           | [ * 27 ] |
| 2017年（平成29年） | 25,541             |                  |          |

## 周邊
- 國道1號（第二京濱）

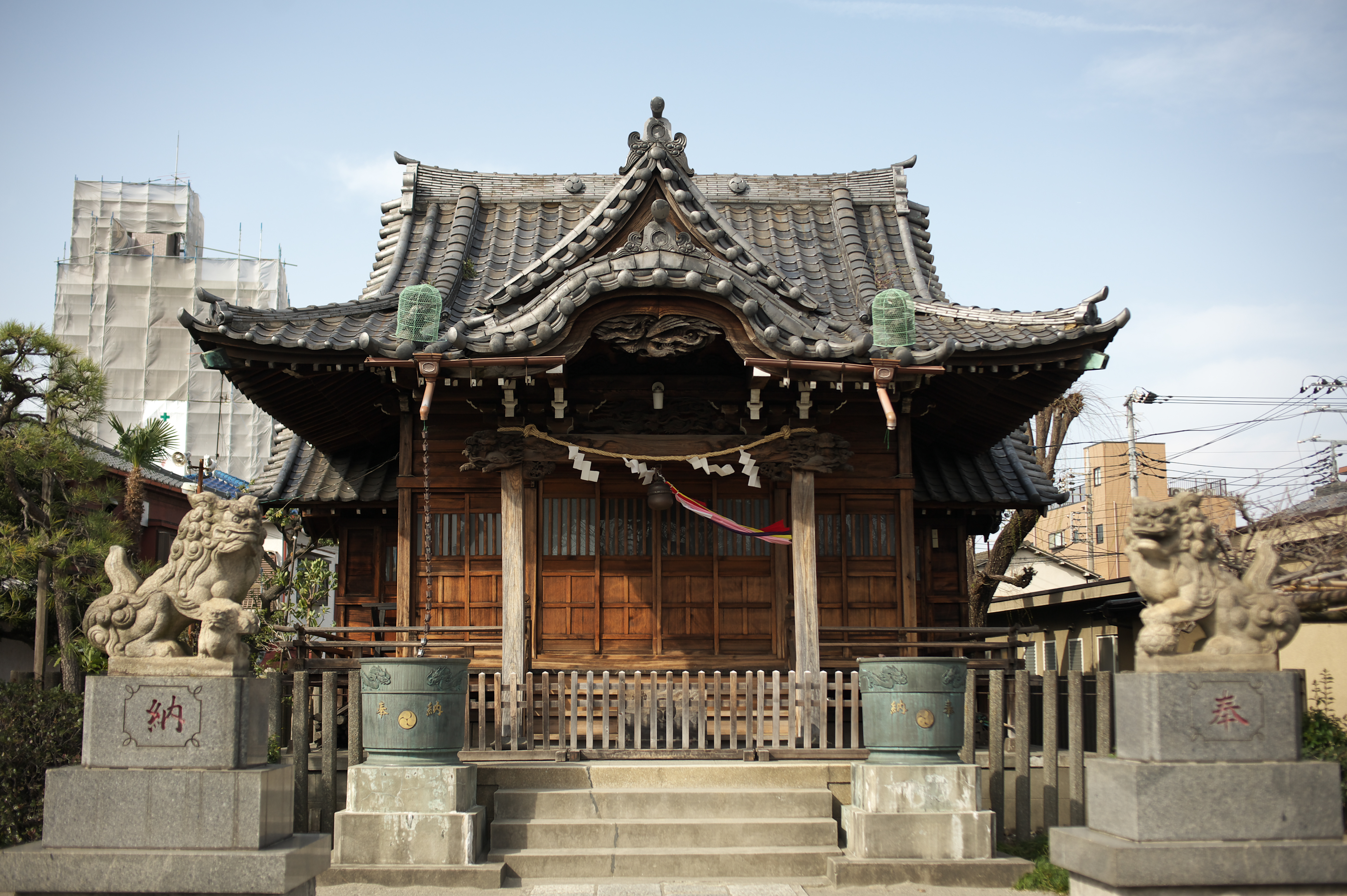
安方神社（2010年3月13日）

- 東京都道311號環狀八號線（日语：東京都道311号環状八号線）
- 多摩川大橋（日语：多摩川大橋）
- 矢口消防署
- 日本體育大學荏原高等學校（日语：日本体育大学荏原高等学校）
- 蒲田安方郵便局
- 大田矢口三郵便局
- 智山派遍照院
- 安方神社
- 西友
- 矢口之渡商店街
- 安方商店街

## 巴士路線
以下路線由東急巴士營運。
矢口渡
- 蒲12：往田園調布站／往蒲田站

矢口小学校
- 反01：往川崎站LAZONA廣場（日语：ラゾーナ川崎）／往荏原營業所（日语：東急バス荏原営業所）、五反田站

多摩川大橋
- 反01：往川崎站LAZONA廣場／往荏原營業所、五反田站

## 名稱由來
站名取自1949年（昭和24年）以前本站附近的多摩川渡船口「矢口渡」。

## 相鄰車站
東急電鐵
 東急多摩川線
武藏新田（TM05）－矢口渡（TM06）－蒲田（TM07）

## 外部連結
- 矢口渡（各站資訊） - 東急電鐵（日語）